# Kohila (commune)
Kohila (en estonien: Kohila vald) est une municipalité rurale estonienne au nord de la province de Rapla. Son chef-lieu administratif est le bourg de Kohila. La population de l'ensemble de la commune était de 7 259 habitants en 2012. Sa superficie s'étend sur 230,2 km2.

## Municipalité
La commune, outre Kohila (autrefois Koil, en allemand), comprend les bourgs de Aespa, Hageri et Prillimäe et les villages et hameaux suivants: Aandu, Adila, Angerja, Kadaka, Lohu (anciennement Loal), Loone, Lümandu, Masti, Mälivere, Pahkla, Pihali, Pukamäe, Põikma, Rabivere, Rootsi, Salutaguse, Sutlema, Urge, Vana-Aespa et Vilivere.

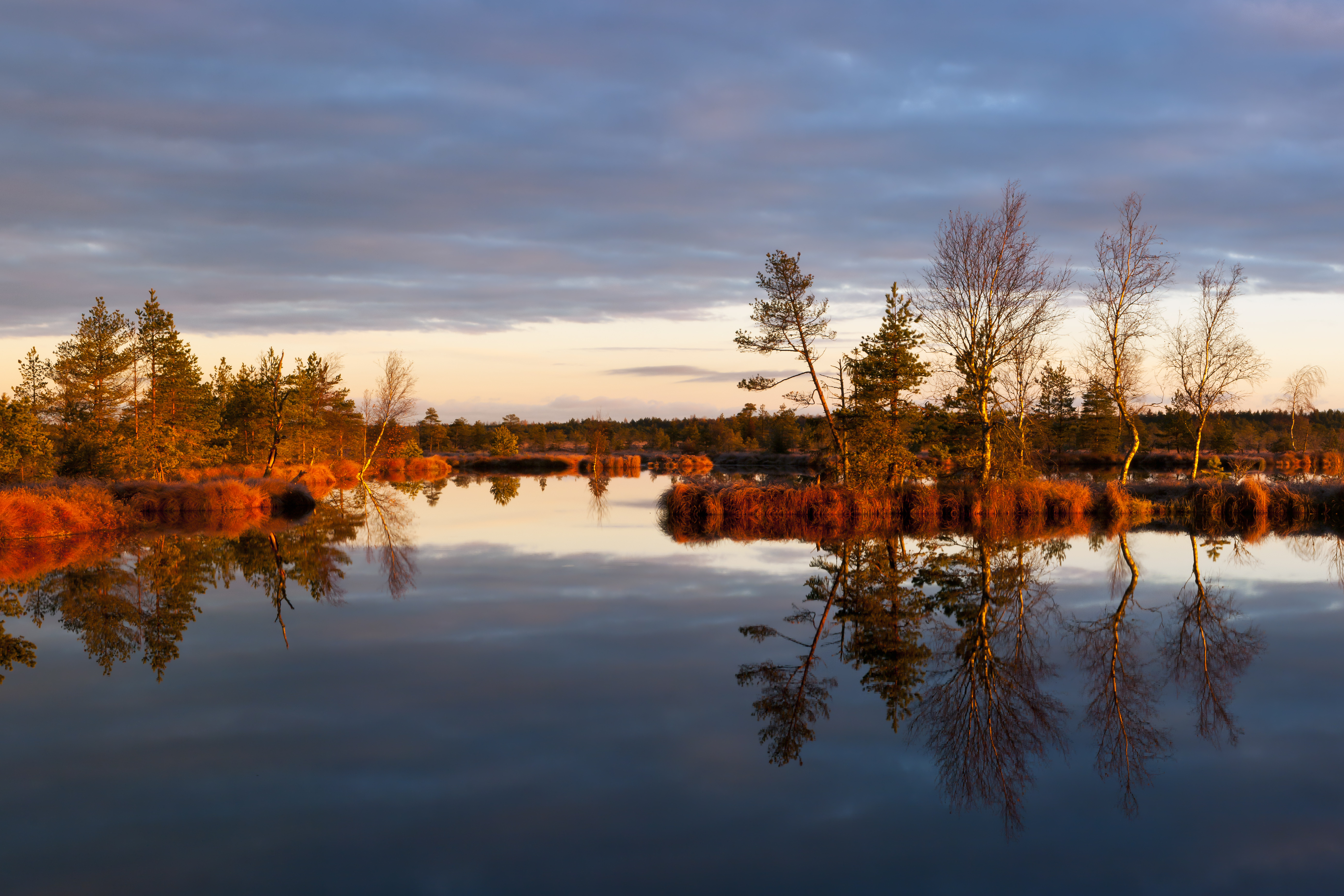
Rabivere
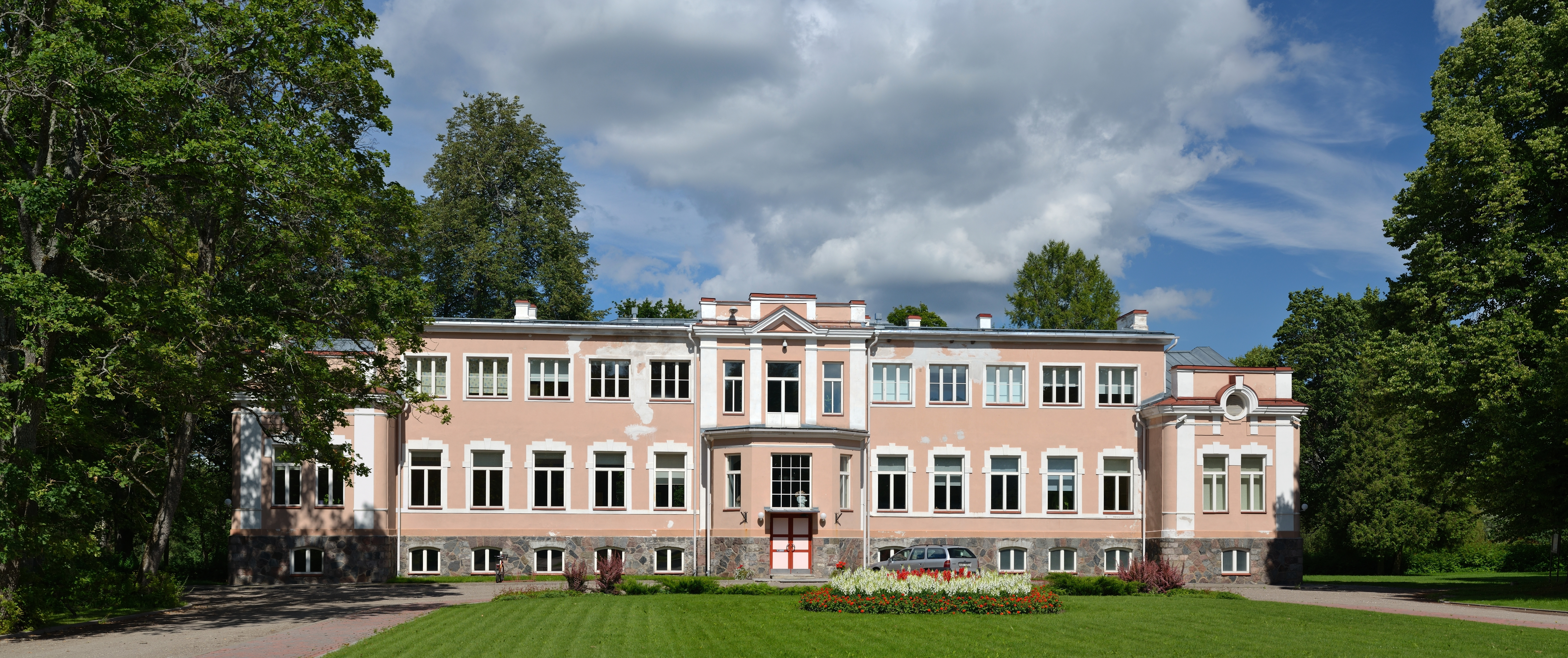
Tohisoo
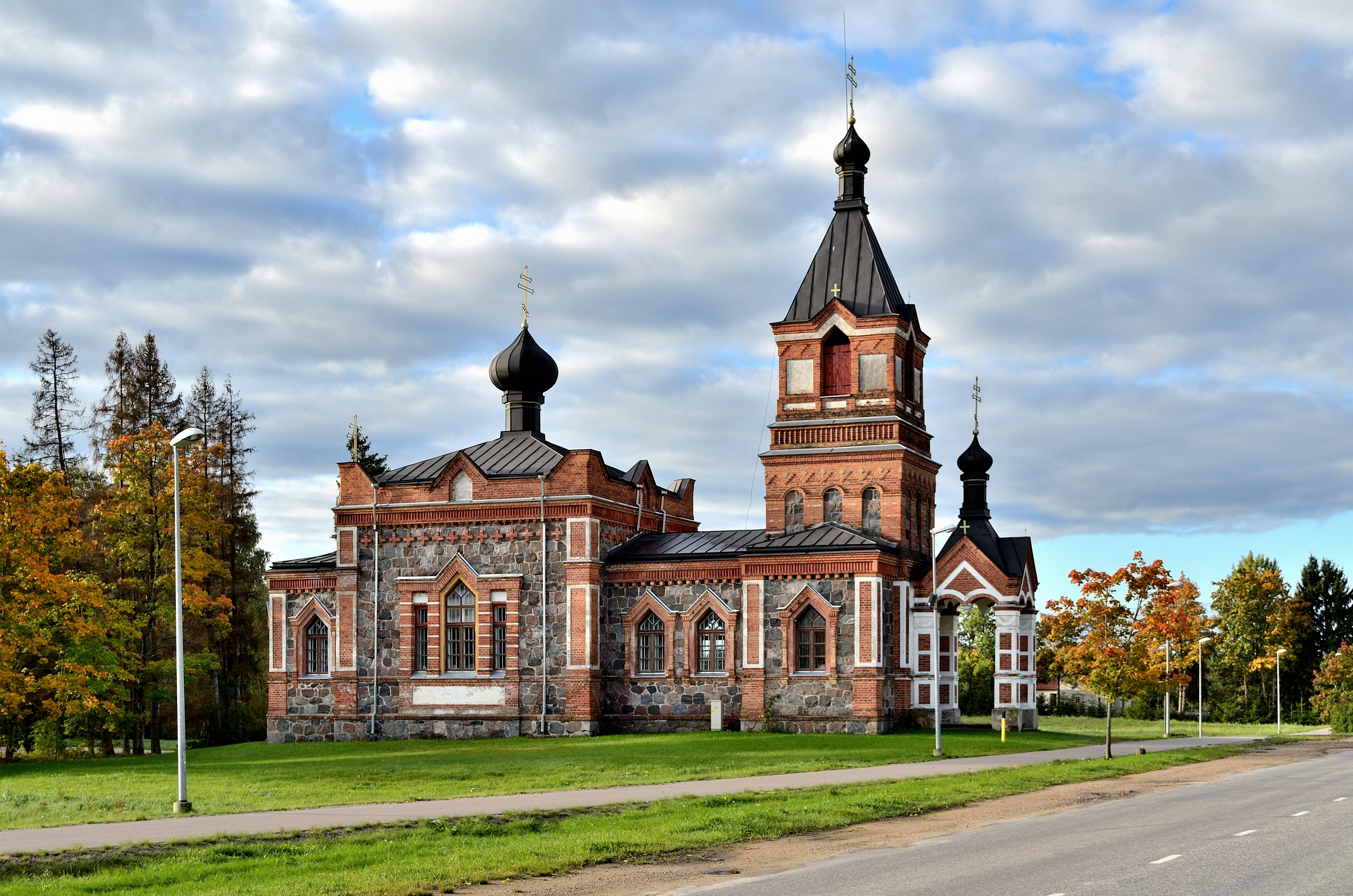
Kohila
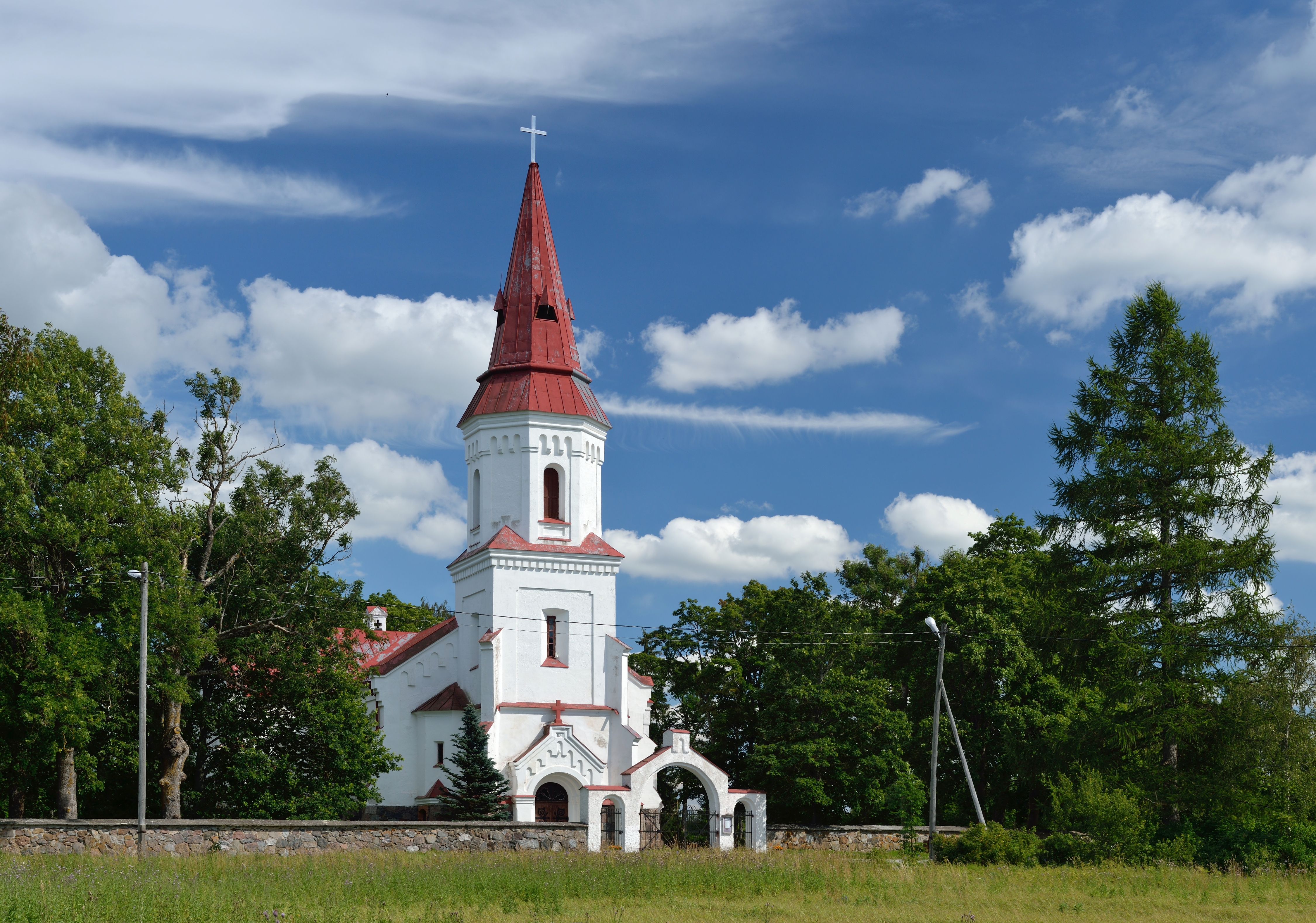
Hageri
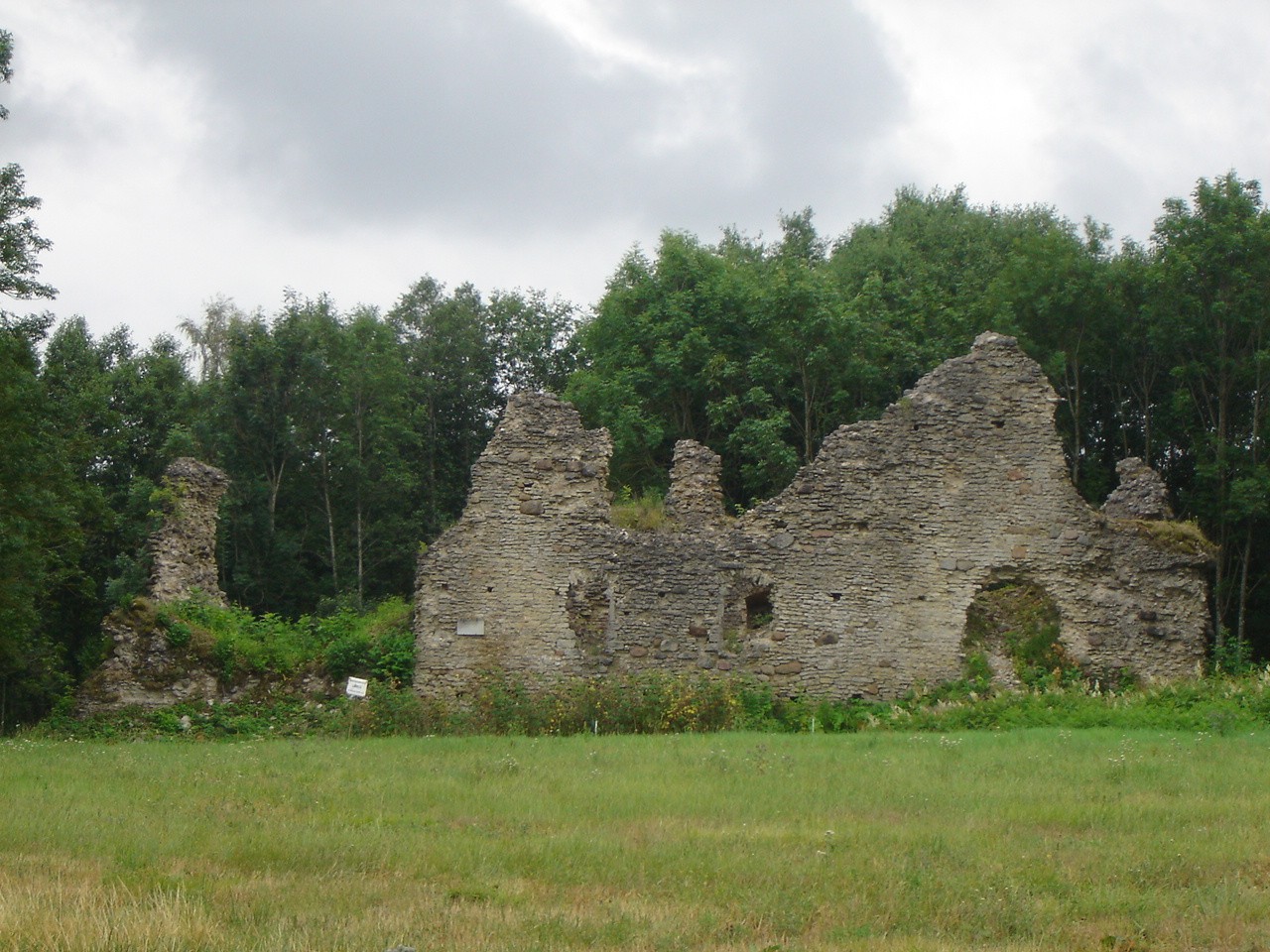
Angerja
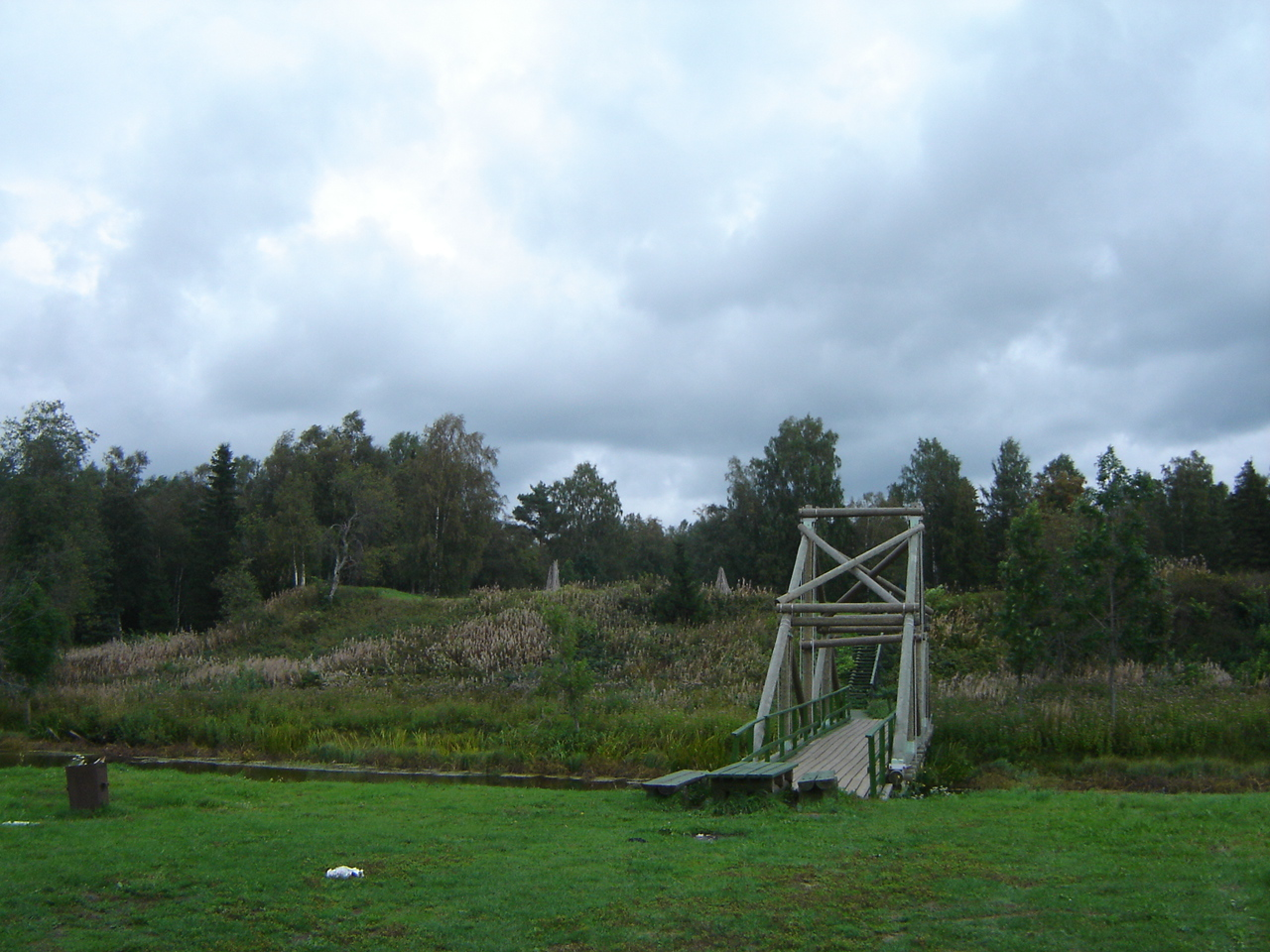
Lohu
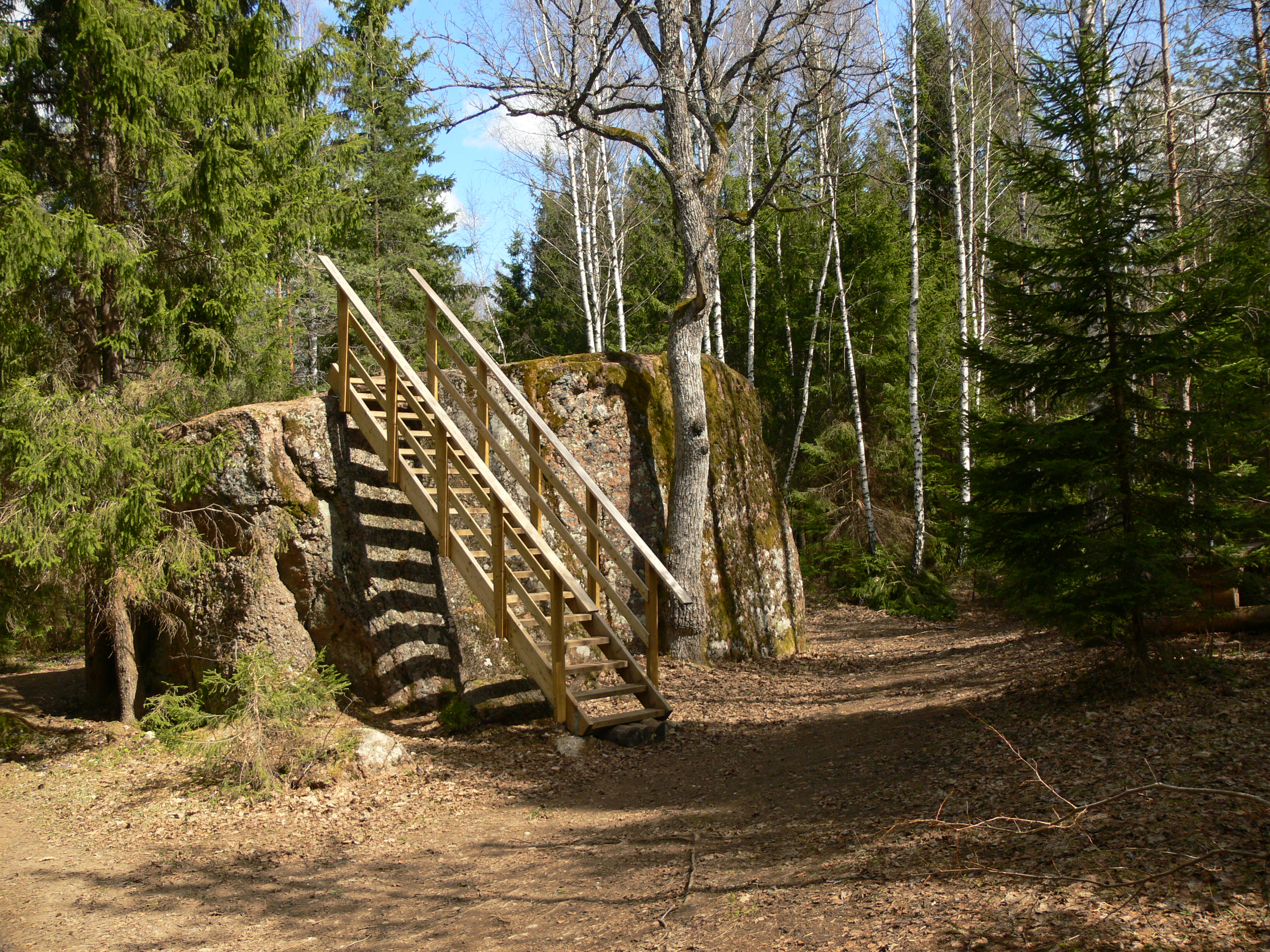
Pahkla